# Wolfsberg im Schwarzautal
Wolfsberg im Schwarzautal è una frazione di 799 abitanti del comune austriaco di Schwarzautal, nel distretto di Leibnitz (Stiria). Già comune autonomo, il 1º gennaio 2015 è stato fuso con gli altri comuni soppressi di Breitenfeld am Tannenriegel, Hainsdorf im Schwarzautal, Mitterlabill e Schwarzau im Schwarzautal per costituire il nuovo comune mercato (Marktgemeinde), del quale Wolfsberg im Schwarzautal è il capoluogo.